# Morgan Brittany
Morgan Brittany, właśc. Suzanne Cupito (ur. 5 grudnia 1951 w Hollywood) – amerykańska aktorka telewizyjna i filmowa, występowała jako Katherine Wentworth z opery mydlanej CBS Dallas.

## Życiorys

### Wczesne lata
Uczęszczała do Grover Cleveland High School w Resedzie, a jej szkolnym kolegą był Charles Martin Smith. Występowała w szkolnych musicalach i przedstawieniach. Ukończyła studia na wydziale dziennikarstwa California State University w Northridge.
W latach 50. i 60. była jedną z najbardziej aktywnych aktorek dziecięcych w branży filmowej. Została obsadzona w roli June w komediodramacie muzycznym Mervyna LeRoya Cyganka (Gypsy, 1962) z Rosalind Russell i Natalie Wood. Wystąpiła gościnnie w scenie urodzinowej i scenie w szkolnym domu w dreszczowcu Alfreda Hitchcocka Ptaki (The Birds, 1962) z Tippi Hedren. W wieku 13 lat pojawiła się w trzech odcinkach Strefa mroku (The Twilight Zone). Ponownie wzięła udział w dreszczowcu Alfreda Hitchcocka Marnie (1964) z Tippi Hedren, ale ostatecznie scena z jej udziałem została usunięta.

### Kariera
W latach 70. obok Rene Russo i Christie Brinkley była popularną modelką. Związała się z nowojorską agencją Ford Models Eileen Ford i agencją Niny Blanchard w Los Angeles. Reklamowała wiele firm handlowych, w tym Ultra-Brite, Camay, a także szampon Breck i kosmetyki L’Oréal.
Jej niezwykłe podobieństwo do Vivien Leigh spowodowało, że dwukrotnie wcieliła się w tę brytyjską aktorkę w biograficznym melodramacie Sidneya J. Furiego Gable i Lombard (Gable and Lombard, 1976) z Jamesem Brolinem (Clark Gable) i Jill Clayburgh (Carole Lombard) oraz filmie telewizyjnym NBC The Scarlet O’Hara Wars (1980) z Tony Curtisem i Billem Macy. Była też kaskaderką na planie komedii Lewisa Teague The Happy Hooker Goes Hollywood (1980) z Martine Beswick, Chrisem Lemmonem i Adamem Westem, a także dramatu sensacyjnego Odwet (Fighting Back, 1982) z Tomem Skerrittem, Yaphetem Kotto i Patti LuPone.
W trzecim sezonie opery mydlanej CBS Dallas (1981–1987) wystąpiła jako Katherine Wentworth, młodsza siostra przyrodnia Pameli Ewing i Cliffa Barnesa. Była brana pod uwagę do objęcia głównych ról w filmach fabularnych, w tym w Oficer i dżentelmen (An Officer and a Gentleman, 1982) Taylora Hackforda i 9 1/2 tygodnia (9½ Weeks, 1986) Adriana Lyne.
31 maja 1981 poślubiła Jacka Gilla, z którym ma córkę Katie (ur. 1985) i syna Cody’ego (ur. 1988).

## Filmografia

### Filmy fabularne
- 1962: Cyganka (Gypsy) jako June
- 1962: Ptaki (The Birds) jako brunetka na przyjęciu
- 1964: Marnie (scena usunięta)
- 1975: Dzień szarańczy (The Day of the Locust) jako Vivien Leigh
- 1977: Zadziwiający Howard Huges (The Amazing Howard Hughes, TV) jako Ella Hughes
- 1977: Delta County, U.S.A. (TV) jako Doris Ann
- 1978: Inicjacja Sary (The Initiation of Sarah, TV) jako Patty Goodwin
- 1979: Samuraj (Samurai, TV) jako Cathy Berman
- 1979: W poszukiwaniu historii Jezusa (In Search of Historic Jesus, film dokumentalny) jako Maria z Nazaretu
- 1987: LBJ: Młodzieńcze lata (LBJ: The Early Years, TV) jako Alice Glass
- 1998: Obrońca (The Protector) jako Sloane Matthews

### Seriale TV
- 1960: Strefa mroku (The Twilight Zone) jako mała dziewczynka
- 1963: Gunsmoke jako Jessica
- 1963: Strefa mroku (The Twilight Zone) jako dziewczyna
- 1964: Strefa mroku (The Twilight Zone) jako Susan – Agnes' Niece
- 1965: Lassie jako Mattie Dawes
- 1965: Doktor Kildare jako Harriet Kirsh
- 1980: Sprzedawcy marzeń (The Dream Merchants) jako Astrid James
- 1980: Diukowie Hazzardu (The Dukes of Hazzard) jako Mary Lou Pringle
- 1981: Fantastyczna wyspa (Fantasy Island) jako Tessa Brody
- 1981-87: Dallas jako Katherine Wentworth
- 1982: Statek miłości (The Love Boat) jako Mikki Rafferty
- 1983: Fantastyczna wyspa (Fantasy Island) jako Gina
- 1983: Upadły facet (The Fall Guy) jako Rita Garrick
- 1983: Statek miłości (The Love Boat) jako Karen Stevens
- 1984: Hotel jako Marila Collins
- 1984: Statek miłości (The Love Boat) jako Rose Justin
- 1984-85: Glitter jako Kate Simpson
- 1985: Napisała: Morderstwo jako Tiffany Harrow
- 1985: Statek miłości (The Love Boat) jako Stacey McNamara
- 1985: Hotel jako Sarah Oliver
- 1986: Statek miłości (The Love Boat) jako Katherine Wilde
- 1986: Hotel jako Rena Payne
- 1989: Prawnicy z Miasta Aniołów (LA Law) jako Tamara Jacobs
- 1989: Świat według Bundych (Married... with Children) jako Marilyn Beamis
- 1990: Napisała: Morderstwo jako Candice Ashcroft
- 1990: B.L. Stryker jako Donna Whitehall
- 1995: Pomoc domowa (The Nanny) jako Judy Silverman
- 1995: Melrose Place jako Mackenzie Hart
- 2001: Doc jako dr Gwen Hall
- 2001:  Sabrina, nastoletnia czarownica jako pani Scott
- 2002: V.I.P. jako Jeweller
- 2002: Nagi patrol jako Marcia Clark
- 2004: Doc jako dr Gwen Hall